# Nicolas-Toussaint Charlet
Pour les articles homonymes, voir Charlet.

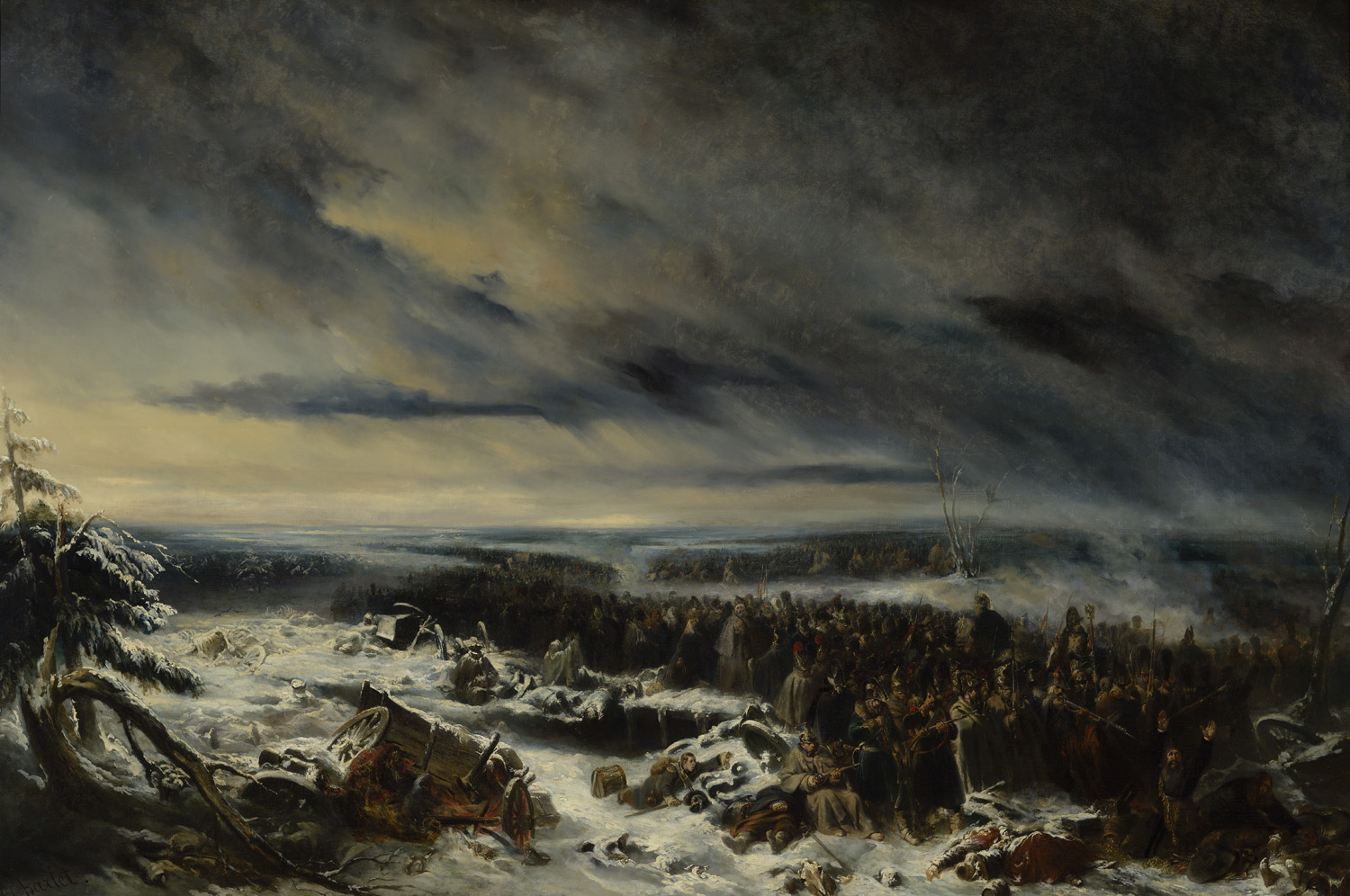
Épisode de la campagne de Russie (vers 1836), musée des Beaux-Arts de Lyon.

Nicolas-Toussaint Charlet est un peintre et graveur français, né le 20 décembre 1792 à Paris où il est mort le 30 décembre 1845.

## Biographie

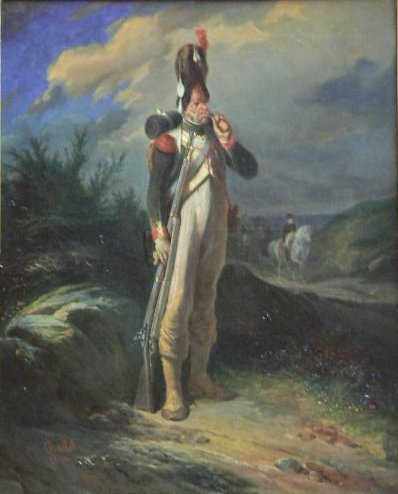
Grenadier de la Garde (1842), Paris, musée du Louvre.

Nicolas Toussaint, fils de Toussaint Charlet né en 1765 et décédé le 9 septembre 1798 à Paris et qui est dragon de l'armée de Sambre-et-Meuse et de Aimée Anne Lache, perd son père à l'âge de six ans. Élevé à l’École des enfants de la patrie, il reçoit une éducation très négligée. Il débute dans la vie par un médiocre emploi à la mairie du 2e arrondissement de Paris, chargé d’enregistrer et de toiser les jeunes recrues[réf. nécessaire]. Ses opinions bonapartistes et la part active qu’il prend à la défense de la barrière de Clichy, lui font perdre sa place à la Restauration en 1816. Ainsi, il est représenté aux côtés d'autres défenseurs de Paris des cercles bonapartistes dans le tableau de Horace Vernet, La Barrière de Clichy. Défense de Paris, le 30 mars 1814.
Charlet entre alors, en 1817, dans l’atelier d'Antoine-Jean Gros où il rencontre Gilles-François Closson et, forcé de produire pour vivre, il se voue dès lors tout entier à l’art, pour lequel il se sent une puissante vocation. Il débute par une lithographie, La Garde meurt et ne se rend pas, qui lui fait aussitôt un nom. Les dessins et les aquarelles de Charlet se succèdent alors rapidement et, inspirés par les mêmes sentiments, obtiennent la même popularité que les odes de Béranger.
Il réussit surtout dans le dessin et la lithographie, et acquiert bientôt une vogue immense en traitant les sujets militaires ou des scènes populaires que tout le monde connaît au XIXe siècle, comme Vous ne savez donc pas mourir ?, L’Aumône du soldat, La Résignation ou Le Grenadier de Waterloo.
Il s’exerça aussi avec succès dans la peinture (Épisode de la campagne de Russie, Passage du Rhin en 1796).
Il ouvre un atelier de lithographie dans les années 1820. À ses débuts, Honoré Daumier travaille dans l'anonymat pour les éditeurs de musique en imitant le style Charlet[réf. nécessaire]. Géricault apprécie le talent de Charlet : les deux artistes se lient d’une vive amitié, et font ensemble le voyage d’Angleterre. En 1832, c’est le général de Grigny qu’il accompagne au siège de la citadelle d'Anvers. En 1838, il est nommé professeur de dessin à l’École polytechnique. Le caricaturiste Cham fréquente son atelier en 1840 ainsi que Théodore Valerio qui devient à la fois un élève et un ami. Jules-Antoine Duvaux et Henri-Charles Landrin comptent aussi parmi ses élèves.
Il meurt à Paris le 30 décembre 1845 à son domicile au No 9 rue de l’Abbé-Grégoire.
Il fut un bon vivant, aimant boire et chanter, habitué et doyen d’une goguette : les Frileux ou Joyeux.

## Œuvre

### Lithographe de la légende napoléonienne
- L’œuvre lithographique de cet artiste infatigable se compose de près de 1 100 feuilles, ce qui est considérable. Il a produit, en outre, près de 2 000 dessins à la sépia, à l’aquarelle, à la plume et des eaux-fortes, et son atelier était rempli d’ébauches à l’huile. Avec Auguste Raffet, Nicolas-Toussaint Charlet est l’un des principaux créateurs de la légende napoléonienne dans le domaine de l’illustration, qu'il accompagnait de légendes de sa composition connues jusqu'à nos jours. L’époque romantique et le Second Empire sont des périodes de vulgarisation de l’histoire dans le domaine du livre. Les ouvrages historiques illustrés se multiplient. L’illustration est un art populaire dans lequel l’image est accessible à tous et qui doit être immédiatement compréhensible. Charlet crée une iconographie percutante qui va largement contribuer à ancrer la légende napoléonienne dans l’imaginaire collectif. À sa mort, il travaillait à une publication : L’Empereur et la Garde impériale, dont il n’a pu terminer que quatre dessins[5].

Delacroix possédait une collection de ces lithographies. Il les a transmises par héritage à son ami Paul Huet.

### Peintre d'histoire
Il a aussi laissé quelques grands tableaux d’histoire, et son Épisode de la campagne de Russie (vers 1836, musée des Beaux-Arts de Lyon), admirée par Alfred de Musset, fait partie des classiques de la peinture française.

### Collections publiques
Chalon sur Saône, Musée Vivant Denon :
- Épisode de la Campagne de Russie, huile sur toile

Chantilly, Musée Condé :
- L'enterrement de Polichinelle, dessin
- Soldat de la république, peinture

Évreux, Musée :
- Le Repos, aquarelle sur papier vélin[8]
- Méditation de l’Empereur Napoléon Ier, aquatinte avec rehauts de peinture

La Roche-sur-Yon, Musée municipal :
- Grenadier, huile sur toile
- Portrait en pied d'un dragon de l'armée impériale, aquarelle

Lyon, Musée des beaux arts : Épisode de la retraite de Russie, vers 1836, huile sur toile
Nemours, Château-Musée :
- Sapeur des grenadiers à pied, en grande tenue, lithographie, 36 x 26 cm. 1907.18.1.
- Aux armes citoyens ! Formez vos bataillons !, lithographie par Villain, 43,5 x 31,5 cm. 1902.76.1.
- L'Aumône, lithographie, 25,2 x 28,8 cm. 2017.0.71.

Orléans, Musée des beaux arts :
- Après vous, Sire !, Esquisse, huile sur carton, 36,5 x 43 cm (disparu en juin 1940)[10].
- Scène domestique, 1845, crayon graphite et gouache sur papier bleu (oxydé), 34,8 x 25,3 cm[11].

### Illustrations
- La Marseillaise, Paris : Laisné, 1840.

## Élèves
- Victor De Bornschlegel[12]
- Cham en 1840
- Jules-Antoine Duvaux
- René de Moraine
- Théodore Valerio

## Hommages

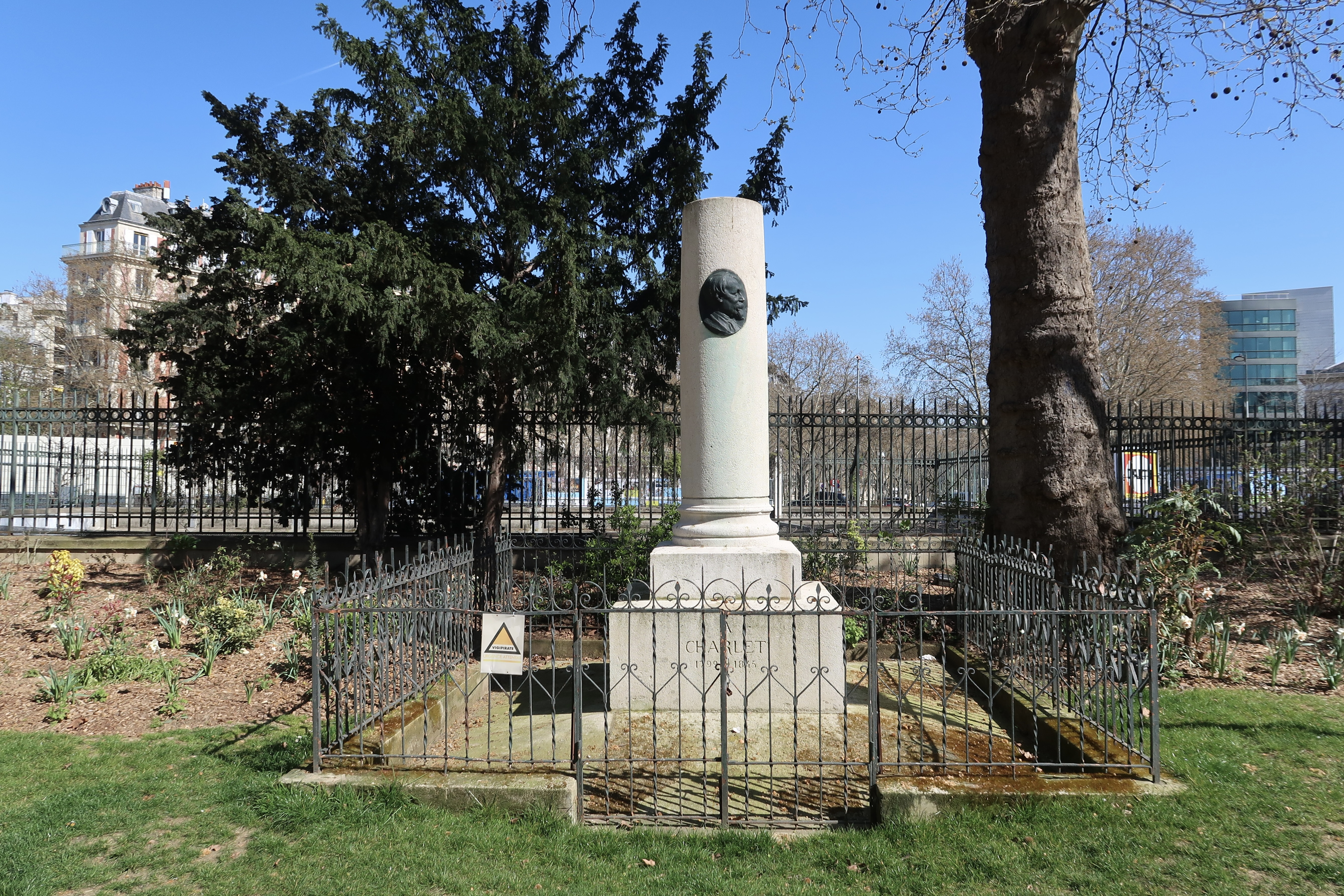
Monument à Charlet (Paris).

En juin 1893, la Société des artistes lithographes français organise une exposition en son honneur chez Paul Durand-Ruel puis monte un comité pour élever un monument ; celui-ci, une colonne en pierre, est orné d'un portrait en médaillon, en bronze, par Charpentier avec, en dessous, une inscription : « À Charlet (1792-1845) », élevé à Paris dans le square de l'Abbé-Migne de la place Denfert-Rochereau.
Une rue du 15e arrondissement de Paris a reçu son nom.

## Expositions
- « Charlet. Aux origines de la légende napoléonienne, 1792–1845 », musée municipal de La Roche-sur-Yon, 11 octobre 2008 – 17 janvier 2009 ; Boulogne-Billancourt, bibliothèque Marmottan, 5 mars – 27 juin 2009[14],[15]